# Градови на папиру
Градови на папиру (eng. Paper Towns), роман који је написао Џон Грин (John Green), а издат је од стране Dutton Children's books 16. oктобра 2008. године.  Роман прати део живота протагонисте Квентин "Кју" Јакобсен и његову потрагу за Марго Рут Спиглмен, његове комшинице и средњошколске љубави. У току потраге Квентин заједно са својим пријатељима, Бен, Радар и Лејси откривају информације о Марго. Џон Грин узима инспирацију из сопственог искуства и знању о "папирним градовима" док је путовао кроз Јужну Дакоту. Био је пети на Њујорк Тајмс бестселер листи за дечије књиге  и 2009. добио Едгар награду за најбољи адолесцентни роман. Филмска адаптација је направљена 24. јуна 2014.

## Заплет
Место радње је Џеферсон парк, који се налаѕи у Орланду, Флорида. Роман је највише фокусиран на Квентина и Марго, према којој Квентин има осећања. Као деца они проналазе леш човека који је извршио самоубиство у парку. Девет година након инцидента, Квентин је непопуларан са своја два пријатеља Радар и Бен, док је Марго популарна. Обоје похађају "Winter Park High School". Месец дана пред крај средње школе, Марго се враћа у Квентинов живот, ушавши кроз прозор собе као што је урадила кад су се први пут упознали. Предлаже му план који се састоји од једанаест делова као освету људима који су је повредили у току средње школе. Ту спадају бивши дечко, Џејс, који ју је преварио и другарице Лејси и Бека. Потребни су јој савезници и кола да би извршила своје задатке. Успешно обављају план, деле романтичан плес, и враћају се кућама у зору.
Следећег дана, Квентин се нада да ће Марго почети да се дружи у школи сам њим и његовим пријатељима, али Марго је проглашена као нестала особа након три дана од стране родитеља. Квентин, Бен и Радар ускоро откривају ствари које је Марго сакрила за Квентина као трагове. Квентин и пријатељи су пратили ове трагове који су их одвели до напуштеног тржног центра у Крисмасу, Флорида, који садржи доказе о присутности Марго. Квентин се труди да открије и разуме све Маргове трагове и остале материјале у тржном центру. Претпоставља да би ти трагови требало да га одведу до Марго, али сумња да је починила самоубиство.
На основу поруке коју је Марго оставила која се односи на "папирне градове", Квентин схвата да је Марго или сакривена или сахрањена у једој од напуштених "псеудовизија" или "градова на папиру" који се налазе око Орланда. Иде до свих места где би могла да буде али је не налази. Последњег дана средње школе Квентин одједном схвата интернет пост који указује на то да се Марго скрива у измишљеном граду у Њујорку званом Агло и да планира да напусти то место одмах после 29. маја. Квентин, Бен, Радар и Лејси импулсивно напуштају последњи дан школе и крећу у потрагу за Марго, журећи да стигну од Флориде до Њујорка пре поподнева 29. маја. У Аглу, откривају да Марго живи у старој, напуштеној штали. Шокирана је што их види, што је разљутило групу, који су очекивали да ће бити захвална што их види. Трагове кје је оставила су били само назнака Квентину да је добро и да није хтела да буде нађена. Љутити због мањка очекиване захвалности Радар, Бен и Лејси напиштају шталу и одлазе да проведу ноћ у мотелу. Квентин схвата да је имао погрешну слику о Марго и постаје бесан што му је одузела време. Марго се брани, говорећи да ју је нашао из егоцентричних разлога; да је хтео да буде принц који ће спасити принцезу у невољи. Квентин схвата да није било у реду да од Марго очекује да достигне његова савршена очекивања, и креће да логички превазилази љубав коју осећа према њој. Након тешке конверзације, Марго одлучује да оде за Њујорк и пита Квентина да јој се придружи. Он жели да јој се придружи, и они деле пољубац, али схвата да му кућни живот и одговорности не дозвољавају. Марго му обећава да ће бити у контакту са њим.

## Ликови
Квентин "Кју" Јакобсен протагниста и наратор приче. Тип је особе која уредно прати правила. Воли када су ствари уредне и једноставне, чинећи га потпуно супротним од Марго. Квентин је био заљубљен у Марго од кад су били деца, али њихова удаљеност је учинила да он направи савршену слику о њој која није била исправна. Његова жеља да је пронађе носи радњу романа.
Марго Рут Спиглмен самопрозвана "лепотица" која бежи од куће само да би била праћена од стране друга из детињства. Самопоуздана је али долази из нефункционалне породице и једна је од најпопуларних девојака у школи. Гаји љубав према америчкој литератури, музици и путовању.
Бен Старлинг један од Квентинових и Радарових пријатеља. Путује са њима и својом девојком, Лејси. Члан је школског бенда. Додаје хумористичну енергију како и на птовању тако и криз целу књигу.
Маркус "Радар" Линколн један је од Квентинових најбољих пријатеља. Надимак добија по лику из серије M*A*S*H. Осрамоћен је чињеницом да његови родитељи поседују највећу колекцију црних Деда Мразова. Члан је школског бенда. Најпаметнији је члан групе. Нерадо креће са дружином на пут, највиђе због своје девојке, Анђеле, којој је био веома веран.
Лејси Пембертон је најближа са Марго. Пријатељице су од вртића. Додуше имају веома чудан однос. Марго се одувек осећала као да је Лејси константно осуђује. Након наласка Марго, Лејси је повређена што је прешла толики пут и толико се бринула, а Марго није то ценила. То је вероватно заувек уништило њихово пријатељство.

## Структура
Ромам је написан у три дела. Сваки део носи назив матефоре кја има директну везу са романом. Наслови су "Струне", "Трава" и "Брод". Поглавља у прва два дела обележена су бројевима. Треће је подељено на мање делове и сваки се односи на један сат путовања до Њујорка. 

### Позадина
Као некадашњи становник Орланда, Џон се и раније сусретао са "градовима на папиру". Први сусрет са тим имао је за време колеџа. На путу кроз Јужну Дакоту, са пријатељима, налетео је на "град на папиру" под иманом Холен. На крају романа Џон указује да је велики део приче о Аглу истинита.